# ダグラス・R・キャンベル
ダグラス・R・キャンベル（Douglas R. Campbell、1945年8月27日 - ）は、現在カナダ連邦裁判所（en）に所属している裁判官。  